# 吉川七瀬
吉川 七瀬（よしかわ ななせ、1998年〈平成10年〉7月21日 - ）は、日本のフリーアナウンサー、気象キャスター、リポーター、タレント、YouTuber。女性アイドルグループAKB48の元メンバー。
千葉県船橋市出身。セント・フォース所属。

## 来歴
2014年にAKB48チーム8千葉県代表としてデビュー。2018年4月から2022年3月までチームB兼任。2022年4月よりチーム4兼任。2023年4月のチーム8活動休止まで一貫して千葉県代表を務めた。AKB48冠番組等でMCやナレーションを担当したほか、旅番組リポーター、気象キャスター、イベントMCなどとして活躍。2023年8月にAKB48を卒業。同年9月よりセント・フォースに所属し、活動を続けている。

### 2014年
- 「AKB48 Team 8 全国一斉オーディション」に合格[1]。
- 4月、「AKB48 Team8 プロジェクト発表会」でチーム8 千葉県代表としてお披露目[2]。
- 8月、チーム8「PARTYが始まるよ」公演で劇場公演デビュー[3]。

### 2016年
- 7月、チバテレの高校野球応援番組「ガチファン」応援キャラクターを務めた。

### 2017年
- 7月、日本赤十字社 千葉県赤十字血液センターの「千葉県♥献血推進ガール」に就任。AKB48卒業直前の2023年8月まで6年間務めた[4]。
- 10月、チバテレでAKB48チーム8 関東・山梨・新潟のメンバーによる冠番組「AKB48チーム8のKANTO白書 バッチこーい!」が放送開始[5]。鈴木拓（ドランクドラゴン）と共にMCとして番組を進行。OP/EDナレーションや提供読み、スポットニュース風のミニコーナー「バチこい発」のキャスター役など、2022年12月の番組休止まで5年2か月・全125回（月2回の放送）のほとんどを担当した。
- 12月、AKB48のチーム再編に伴い、翌年4月からチーム8とチームBを兼任することが発表[6]。

### 2018年
- 4月30日、ZOZOマリンスタジアムでのプロ野球千葉ロッテ vs 北海道日本ハム戦で始球式（正確にはファーストピッチセレモニー）を行った[7]。
- 7月21日・22日に海浜幕張駅南口駅前広場で行われたチバテレ主催のイベント「スマイルfestivalちば～華麗なるチバテレ夏祭り～」のMC(21日は鈴木拓、22日は田中美和子、えみおねえさんと共に)を担当。

### 2019年
- 1月、神田明神にて「AKB48グループ 2019年新成人メンバー 成人式記念撮影会」に参加。この年の新成人メンバーは当時過去最多の44名[8] 。また、3月には大学を卒業したことを自身のInstagram等にて発表[9]。

### 2021年
- 12月、AKB48のチーム再編に伴い、翌年4月より兼任先がチームBからチーム4へ変更になることが発表[10]。

### 2022年
- 4月、チバテレの情報番組「ちば朝ライブ モーニングこんぱす」水曜日のお天気キャスターに就任。2024年度は水・木曜日、2025年度から水・木・金曜日を担当。番組後半の30分間は首都圏トライアングルによる情報番組同時ネットによってtvk、テレ玉でも放送される。発表の際、自身が船橋市出身であることが公表された[11]。
- 7月、自身の誕生日でもある21日、テクノスポーツ競技HADO Xballの大会である「AKB48天下一HADO会 DAY3」にてチーム4メンバー3人の内の1人として出場、優勝した[12]。
- 10月7日、AKB48の日本武道館3days初日公演にて、チーム8が翌年4月をもって活動を休止することが発表された[13]。
- 10月14日、自身の趣味でもある一人飲み・食べ歩き動画中心のYouTubeチャンネル「ななせんち」を開設した[14]。

### 2023年
- 4月30日、横浜市ぴあアリーナMMにて、「AKB48チーム8 春の総決算祭り 9年間のキセキ」が行われ、AKB48チーム8が活動休止。チーム4の専任となった。
- 6月14日、テレビ東京「AKB48、最近聞いたよね…」で、「AKB48チーム8 春の総決算祭り 9年間のキセキ」公演の模様を中心にチーム8の歴史を振り返るドキュメントが放送され、この回のナレーションを担当した。
- 6月16日、自身のYouTubeチャンネル「ななせんち」にて、AKB48を卒業することを発表した[15]。
- 8月9日、HADO Xballの大会「AKB48超天下一HADO会 DAY3」にて「チームサヨナラじゃない」の1人として出場、優勝した[16]。
- 8月24日、AKB48劇場にて卒業公演を開催し、AKB48を卒業した[17]。
- 9月1日、自身のXアカウントで、アナウンサー・キャスターが多数所属する芸能事務所セント・フォース所属となったことを発表した[18]。
- 11月11日、第102回全国高校サッカー選手権大会 千葉県大会決勝（フクダ電子アリーナで開催、チバテレで放送）で、優勝した市立船橋高校の監督・選手のインタビュアーを務めた。
- 12月、自身のXアカウントで普通自動車免許を取得したことを報告[19]。

### 2024年
- 2月14日、自身のオフィシャルファンクラブ「ななせとカンパイ!」を開設した[20]。
- 4月、テレビ東京 「開運!なんでも鑑定団」の出張鑑定アシスタントに就任した。
- 9月、eスポーツ企業TechnoBlood eSports社と所属事務所セント・フォースとの共同事業「セント・フォース ゲーム部」の結成メンバーとなる[21]。
- 11月、自身初のソロカレンダー「吉川七瀬 2025年カレンダー」（トライエックス CL-214 B2判8ページ）が発売。

### 2025年
- 2月3日、「モーニングこんぱす」月曜日に篠原望の代役として出演。自身が千葉英和高等学校出身で、番組の月曜パーソナリティである歌手・新浜レオンの後輩であることを公表した[22]。7日金曜日にも山口清香の代役として出演し、金曜パーソナリティのA.B.C-Z橋本良亮から「なっちゃん」と呼ばれる。

## AKB48での参加楽曲

### シングル選抜楽曲
- 「心のプラカード」に収録
  - 47の素敵な街へ - 「Team 8」名義
- 「希望的リフレイン」に収録
  - 制服の羽根 - 「Team 8」名義
- 「Green Flash」に収録
  - 挨拶から始めよう - 「Team 8」名義
- 「唇にBe My Baby」に収録
  - あまのじゃくバッタ - 「Team 8」名義
- 「翼はいらない」に収録
  - 夢へのルート - 「Team 8」名義
- 「ハイテンション」に収録
  - 星空を君に - 「Team 8 EAST」名義
- 「11月のアンクレット」に収録
  - 生きることに熱狂を! - 「Team 8」名義
- 「Teacher Teacher」に収録
  - 新しいチャイム - 「Team B」名義
- 「センチメンタルトレイン」に収録
  - “好き”のたね - 「SHOWROOM選抜」名義
- 「サステナブル」に収録
  - 好きだ 好きだ 好きだ - 「Team 8」名義
- 「失恋、ありがとう」に収録
  - ジタバタ - 「Team 8」名義
- 「根も葉もRumor」に収録
  - 離れていても
  - 西高東低 - 「Team 8」名義
- 「元カレです」に収録
  - アンジー - 「Team 4」名義
- 「久しぶりのリップグロス」に収録
  - 運命の歌 - 「1st Generation」名義
- 「どうしても君が好きだ」に収録
  - サヨナラじゃない - 「Team 8」名義

### アルバムCD選抜曲
- 『ここがロドスだ、ここで跳べ!』に収録
  - へなちょこサポート - 「Team 8」名義
- 『0と1の間』に収録
  - 一生の間に何人と出逢えるのだろう - 「Team 8」名義

## 出演

### テレビ

#### バラエティ番組
- 開運!なんでも鑑定団（2024年4月23日 - 、テレビ東京） - 出張鑑定コーナーアシスタント、北川彩と交代で担当

#### 情報番組
- ちば朝ライブ モーニングこんぱす（2022年4月6日 - 、チバテレ） - 水・木・金曜お天気キャスター

#### その他の番組
- 市町村てくてく散歩（2021年 - 、チバテレ） - 旅人として不定期出演
- チバテレ秋の高校スポーツ特集!（2022年11月4日 - 18日、チバテレ） - MC（チバテレ秋の高校スポーツ応援団長）[23]
- 旬韓!プサン! 五韓で感じるスマイルトリップ（2023年4月1日、チバテレ・J:COM） - リポーター

#### テレビアニメ
- ぐんまちゃん 第2話（2021年10月10日、TOKYO MXほか） - かーん 役[24][注 1]

### 劇場ドラマ
- ゼロからイチ〜アイドル探偵の奮闘記（2019年4月20日、渋谷シダックスカルチャーホール） - 三秋一夜 役[25]

### 舞台
- 舞台「マジムリ学園_蕾-RAI-」（2021年3月27日 - 4月4日、天王洲 銀河劇場） - アオイ（吉野葵） 役[26]